# بيا بيليك
بيا بيليك (بالإنجليزية: Bea Bielik)‏ مواليد 28 نوفمبر 1980 في بودابست، هي لاعبة كرة مضرب أمريكية سابقة بدأت مسيرتها كمحترفة سنة 2002 وكانت تلعب باليد اليمنى. أعلى تصنيف لها في الفردي كان 130. أعلى تصنيف لها في الزوجي كان 302.

## روابط خارجية
- بيا بيليك على موقع رابطة محترفات التنس (الإنجليزية)
- بيا بيليك على موقع الاتحاد الدولي لكرة المضرب (الإنجليزية)